# سلاوه عنونه
سلاوه عنونه (به عربی: سلاوة عنونة) یک شهرداری در الجزایر است که در استان قالمه واقع شده‌است.